# Gavin Hood
Gavin Hood (Joanesburgo, África do Sul, 12 de Maio de 1963) é um cineasta, roteirista, produtor e ator.
O seu filme Tsotsi obteve o Oscar de melhor filme estrangeiro.

## Filmografia
- Official Secrets[1] (2019)
- Eye in the Sky (2015)
- Ender's Game (2013)
- X-Men Origins: Wolverine (2009)
- Rendition (2007)
- Tsotsi (2005)
- A Reasonable Man (1999)
- The Storekeeper (1998)